# Gheorghe Berceanu
Gheorghe Berceanu (Cârna, 28 dicembre 1949 – Slatina, 30 agosto 2022) è stato un lottatore rumeno, specializzato nella lotta greco-romana.

## Palmarès
Olimpiadi
- 2 medaglie:
  - 1 oro (pesi mosca leggeri a Monaco di Baviera 1972)
  - 1 argento (pesi mosca leggeri a Montréal 1976).

Mondiali
- 2 medaglie:
  - 2 ori (48 kg a Mar del Plata 1969, 48 kg a Edmonton 1970).